# Districtul Amoucha
Amoucha este un district din provincia Sétif, Algeria.